# Худайкулов, Олим Турсунбаевич
Олим Турсунбаевич Худайкулов — узбекский самбист и дзюдоист, бронзовый призёр первенства мира по самбо среди юниоров 2001 года, серебряный призёр чемпионатов Узбекистана по дзюдо 2004 и 2010 годов, бронзовый призёр чемпионата мира по самбо 2010 года (спортивное самбо), серебряный призёр чемпионата мира по самбо 2016 года (боевое самбо). Участвовал в чемпионате мира по самбо 2005 года, где стал пятым (спортивное самбо). По самбо выступал в полутяжёлой (до 100 кг) и тяжёлой (свыше 100 кг) весовых категориях.

## Чемпионаты Узбекистана
- Чемпионат Узбекистана по дзюдо 2004 — ;
- Чемпионат Узбекистана по дзюдо 2010 — ;